# Le Havre
Le Havre je francouzské přístavní město v departementu Seine-Maritime v Normandii. Žije zde okolo 170 000 obyvatel.

## Poloha
Město leží na pravém břehu Seiny při jejím ústí do moře.
Sousední obce: Octeville-sur-Mer, Fontaine-la-Mallet, Montivilliers, Sainte-Adresse, Harfleur, Gonfreville-l'Orcher a Honfleur.

## Vývoj počtu obyvatel
Počet obyvatel

## Kultura

### Památky
Roku 2005 bylo centrum města zrekonstruované Auguste Perretem zapsáno do Seznamu světového dědictví UNESCO.

### Muzea
- Musée Malraux - vzniklo roku 1961 a uchovává druhou největší francouzskou sbírku impresionistů.
- Muséum d'Histoire Naturelle

### Kostely
- katedrála Notre-Dame z 16. až 17. století
- kostel Saint-Joseph z 2. poloviny 19. století
- kostel Saint-Francois
- kostel Sainte-Anne

### Le Havre v literatuře
Město se stalo (částečným) dějištěm řady literárních děl, mezi něž patří skandální novela Manon Lescaut abbého Prévosta (1731) nebo Maupassantův román Petr a Jan (1887). V Zolově románu Lidská bestie (1890), odehrávajícím se na železnici z Paříže přes Rouen do Le Havru, je město bydlištěm hlavních postav manželů Roubaudových. Děj jednoho ze svých detektivních příběhů sem umístil Georges Simenon.
V Le Havru se narodil spisovatel Raymond Queneau, který sem umístil některé pasáže prózy Poslední dny (1936). Jean-Christophe Rufin v románu Rouge Brésil (Goncourtova cena 2001) popisuje lehavreský přístav v 16. století. Město se objevuje také v některých dílech Benoîta Duteurtrea.

## Vzdělávání
- École de management de Normandie

## Osobnosti města
- Madeleine de Scudéry (1607–1701), francouzská barokní spisovatelka[2]
- Jacques-Henri Bernardin de Saint-Pierre (1737–1814), francouzský preromantický spisovatel a cestovatel[3]
- Charles Alexandre Lesueur (1778–1846), francouzský přírodopisec a badatel[4]
- Louis Bachelier (1870–1946), francouzský matematik[5]
- René Coty (1882–1962), francouzský politik, prezident Francie v letech 1954 až 1959[6]
- Arthur Honegger (1892–1955), švýcarský hudební skladatel, člen Pařížské šestky[7]
- Raymond Queneau (1903–1976), francouzský prozaik a básník[8]
- Patrick Demarchelier (1943–2022), francouzský módní a portrétní fotograf[9]

## Partnerská města
- Aydın, Turecko
- Bergen, Norsko
- Dalianí, Čína
- Petrohrad, Rusko
- Pointe-Noire, Republika Kongo
- Southampton, Velká Británie
- Tampa, USA